# Begoña
 Ovo je glavno značenje pojma Begoña. Za druga značenja pogledajte Begoña (razdvojba).
Begoña, katkad također pisano i Begoina, što znači "donje stopalo" (brda Artxanda), je povijesna općina u Biskaji (Baskija) koji je 1925. uklopljena u Bilbao.
Izvorno je uključivala sve visoravni na jugu i istoku srednjovjekovnog utvrđenog grada, koji sada tvori 2., 3., 4. i dijelove 5.  Urbanog distrikta Bilbaa. Danas ime je ograničeno na četvrt koja uključuje Santutxu, Bolueta i samu Begoñu pravilno, malu stambenu četvrt između bazilike i parka Extebarria (baskijski: Etxebarria Parke, španjolski:Parque Etxebarria).
Zbog svoje povezanosti s crkvom posvećenoj Gospi od Begoñe, naziv četvrti je također popularno žensko ime u Baskiji (i također u nekim drugim španjolskim područjima).